# Good Morning Sunshine
Good Morning Sunshine è un singolo del gruppo musicale bubblegum pop Aqua, pubblicato il 14 dicembre 1998 dall'etichetta discografica Universal. È uscito anche negli Stati Uniti nel corso del 1999.
La canzone è stata scritta da Søren Rasted, Claus Norreen e René Dif e prodotta da Rasted e Norreen insieme a Johnny Jam e Delgado. È stata estratta come ultimo singolo dall'album di debutto del gruppo, Aquarium.
Già pubblicata come b-side del singolo Lollipop (Candyman), non ha riscosso un notevole successo a livello di vendite.

## Tracce
CD-Maxi (Universal UMD85076 (UMG)
1. Good Morning Sunshine (Love to Infinity's Radio Edit) – 4:05
2. Good Morning Sunshine (Love to Infinitys Radio Mix) – 3:48
3. Good Morning Sunshine (Love to Infinitys Master Mix) – 6:37
4. Good Morning Sunshine (Love to Infinity's Nassaunautics Mix) – 7:10

## Classifiche
| Classifiche (1998-99) | Posizione massima |
| --------------------- | ----------------- |
| Germania              | 94                |
| Paesi Bassi           | 80                |
| Regno Unito           | 18                |